# Day of Infamy
Day of Infamy é um jogo eletrônico multijogador de tiro em primeira pessoa tático desenvolvido e publicado pela New World Interactive e ambientado durante os eventos do Teatro Europeu da Segunda Guerra Mundial. É um spinoff do título anterior da New World Interactive, Insurgency, do qual adquire a maior parte de seus elementos de jogabilidade. Day of Infamy usa o motor Source da Valve.
O jogo foi lançado para Microsoft Windows, macOS e Linux em 23 de março de 2017. A atualização final do jogo foi lançada em 21 de dezembro de 2017, após o que o suporte oficial e os esforços de modding da comunidade diminuíram. Insurgency: Sandstorm, lançado em 2018 pela New World Interactive como uma sequência de Insurgency, contém muitos dos recursos introduzidos em Day of Infamy e pode ser considerado seu sucessor espiritual.